# 于特博格
于特博格（德語：Jüterbog，發音：[ˈjyːtɐˌbɔk] ⓘ）是德国勃兰登堡州泰尔托-弗莱明县的城市，位于努特河畔，面积176.48平方千米，2023年12月31日人口为12,661人。

## 人物
- 约翰·弗里德里希·冯·勃兰特，德国博物学家
- 威廉·肯普夫，德国钢琴家、作曲家

## 友好城市
- 德国 阿斯拉尔
- 德国 瓦尔德布勒尔